# 會議室裡的常春藤日
《會議室里的常春藤日》（Ivy Day in the Committee Room），愛爾蘭作家詹姆斯·喬伊斯短篇小說，收錄於1914年出版的短篇小說集《都柏林人》中。
長春藤日（The Ivy Day）是指愛爾蘭每年10月6日的無冕王巴內爾逝世紀念日，這一天人們會配戴一片常春藤葉。本篇故事內容是說，1891年10月6日這天一位愛爾蘭政客海恩斯把大量的錢投入到愛爾蘭的無冕王巴內爾的逝世紀念日上，並展開拉票的動作，海恩斯先生最後默唸了一首「巴內爾之死」的詩：“他死了！我們的無冕王死了。……”柯洛夫頓先生說，「這是一篇非常好的作品。」。